# Таємничий острів (фільм, 1929)
Таємничий острів (англ. The Mysterious Island) — американський науково-фантастичний пригодницький драматичний художній чорно-білий (кольорова версія втрачена) фільм 1929 року. За мотивами однойменного роману (1874) Жуля Верна.

## Сюжет
Сюжет фільму не має майже нічого спільного з оригінальним романом.
Вигаданим прибережним королівством Хетвія править войовничий і підступний барон Фелон. Його піддані, робітники і селяни, часто піднімають проти нього повстання. Недалеко від берега на охоронюваному острові працює дворянин, винахідник і вчений, граф Андре Даккар з групою інженерів, механіків та робітників, на його острові «всі рівні». Фелон підтримує дружні стосунки з генієм. Даккар зайнятий будівництвом двох підводних човнів, так як підозрює на дні океану наявність розумних гуманоїдних жителів, чиї фрагменти кісток регулярно спливають на поверхню.
Нарешті робота завершена, Даккар запрошує Фелона бути присутнім при першому спуску під воду. Ніколай Роджет, найкращий інженер острова і наречений дочки Даккара, Соні, вмовляє графа залишитися на острові й пропонує свою кандидатуру на посаду першого капітана підводного судна. Той погоджується. Перше в світі подібне занурення проходить успішно, з глибини 100 футів навіть є радіозв'язок. Даккар показує Фелону свій другий підводний човен, який також повністю готовий. Раптово на острів нападають війська Фелона, Даккара і Соню беруть у полон і починають катувати, вимагаючи видати всі таємниці і формули, що відносяться до підводних суден. Також влаштована засідка на човен, але екіпаж вчасно зауважує недобре і встигає зануритися назад.
Одягнувши скафандри, Ніколай з товаришем потай проникають в док з дна, переносять Даккара на човен, але знайти Соню не можуть. Втім вона незабаром сама виходить на зв'язок з човном, вони домовляються про місце і час зустрічі. Однак це виявляється пасткою Фелона, який змусив говорити дівчину під тортурами, а потім прив'язав її до стовпа в зазначеному місці. Ледь човен спливає біля берега, де метається прив'язана Соня, на субмарину обрушується град пострілів, і вона, пошкоджена, йде на дно. У запалі битви ніхто не помічає, як Соню звільняє і веде з берега друг, який пропонує відбити у загарбників другий підводний човен і відправитися вниз.
Зі значними втратами човен № 2 йде під воду, на борту окрім екіпажу також знаходяться Соня, Фелон і його кілька солдатів. У люті Соня розбиває насос, судно заповнюється водою і човен стрімко занурюється в безодню. Тим часом човен № 1 вже насилу витримує тиск води, до кінця залишається кілька годин. Несподівано мандрівникам мимоволі постає підводне місто, населений невеликими гуманоїдами. Вони намагаються розкрити субмарину, але їм планам заважає раптово з'явилося величезне чудовисько. Екіпаж з допомогою торпед вбиває монстра, а потім виходить для контакту.
Незабаром № 2 опускається на дно неподалік від № 1. Соня просить Фелона відпустити її на № 1, щоб побачити батька і нареченого, а за це обіцяє принести робочий насос. Фелон і його солдати йдуть з нею. На дні відбувається зустріч двох екіпажів, Даккар в люті вбиває Фелона. Відчувши смак людської крові, мешканці підводного міста нападають на всіх людей, а також випускають на них велетенського восьминога. У загальній метушні Ніколай й Соня знімають насос з № 1, відбиваючись від ворогів, доносять його до № 2 і встановлюють там. Ніколай, Соня, важко поранений Даккар і кілька членів екіпажу залишають у негостинних підводних мешканців.
Тим часом війська Фелона захопили острів Даккара і вдаються там до пияцтва і розпусти. Екіпаж графа, озброєні ним робочі та «дивні підводні істоти» з легкістю повертають собі острів.
Наказ графа Даккара: всім покинути док. Жінки, діти, чоловіки, що несуть на ношах графа, всі підіймаються на пагорб. Даккар виголошує промову, в якій говорить, що не хотів би залишитися в людській пам'яті як творець інструменту для смерті і руйнування. Тому він підриває верф з доками. А тепер він хотів би, щоб його перенесли в єдиний підводний човен в світі, в якому він і поховає себе на дні океану. З останніх сил рухаючи важелями, Даккар веде своє дітище під воду.

## У ролях
- Лайонел Беррімор — граф Андре Даккар, вчений-винахідник
- Джейн Дейлі — графиня Соня, дочка Даккара
- Ллойд Г'юз — Ніколай Роджет, інженер
- Монтегю Лав — барон Фелон
- Гаррі Гріббон — Михаїл, майстер
- Снітц Едвардс — Антон
- Гібсон Гоуленд — Дмітрі, механік
- Долорес Брінкман — Тереза
- Роберт Дадлі — робочий
- Гаррі Тенбрук — робочий
- Анджело Россітто — підводна істота